# Spiaggia a Zuma
Zuma Beach è un film del 1978, diretto da Lee H. Katzin e scritto da John Carpenter, con Suzanne Somers, Michael Biehn, Rosanna Arquette e P.J. Soles.

## Trama
Una rockstar fallita si trasferisce nel paesino di Zuma Beach, dove intende lasciarsi alle spalle il passato e vivere a contatto con la gioventù che ha perduto troppo in fretta.